# Mardana

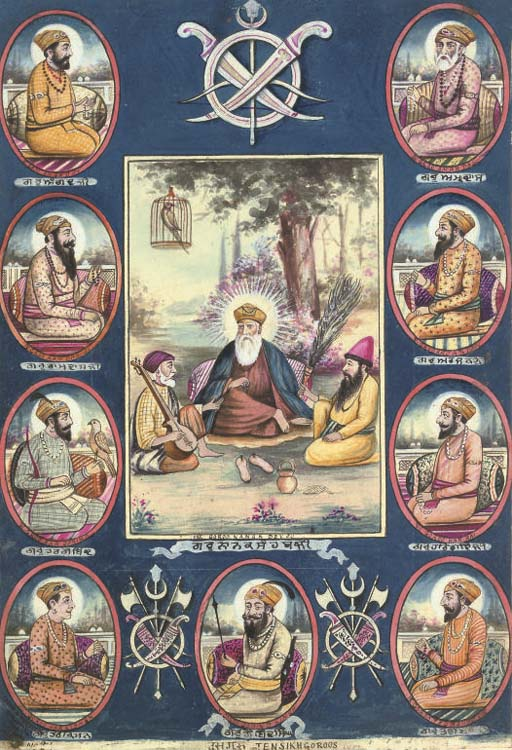
Guru Nanak au centre avec à sa droite, Mardana et son rebec.

Mardana (1459-1534) est un des bhagats du sikhisme. En tant que compositeur, il a vu certaines de ses hymnes de prières compilées dans le Gduru Granth Sahib, le livre saint des sikhs: trois louanges de Mardana figurent dans les Écritures. Il y dit que la vertu est le pain de la vie, et, qu'il faut essayer de côtoyer des saints pour effacer les péchés du corps.  

## Mardana et Guru Nanak
Il a été le plus proche compagnon de Guru Nanak, celui aussi qui est resté le plus longtemps avec lui, notamment au cours de ses voyages. Tous deux sont nés dans le même village de Talwandi, aujourd'hui Nankana Sahib, au Pakistan. Mardana était un musulman d'une caste basse de ménestrels, connue sous le nom de mirasi ou dum. Mardana a commencé assez tôt à jouer des hymnes au Guru; il chantait des œuvres de Kabir et de Beni. Mardana était un joueur virtuose de rebec, un instrument à corde médiéval qui tient du violon et de la guitare. 